# Destinazione Algeri
Destinazione Algeri (titolo orig. Pursuit to Algiers) è un film del 1945 diretto dal regista Roy William Neill, dodicesima pellicola della serie poliziesca basata sul personaggio di Sherlock Holmes e interpretata dalla collaudata coppia Basil Rathbone-Nigel Bruce, prodotta da Universal Studios.
La trama del film è originale, ispirata a un riferimento menzionato da Watson all'inizio del racconto L'avventura del costruttore di Norwood, contenuto nella raccolta Il ritorno di Sherlock Holmes, sull'affare della nave S.S. Friesland.

## Trama
Intenzionati a lasciare Londra per prendersi delle ben meritate vacanze in Scozia, Holmes e il suo socio Watson ricevono un invito criptato. Intrigato dal mistero, Holmes accetta l'incontro: si reca alla via indicata e, all'interno di una casa, si trova di fronte un gruppo di uomini, tra cui il Primo ministro dello stato fittizio di Rovenia, il quale prega Holmes di scortare il principe ereditario Nikolas a casa, in pericolo di vita, dal momento che deve tornare in patria per assumere la carica di re, dopo la morte violenta del padre. Holmes acconsente a proteggerlo e parte con l'aereo, prenotato in tutta fretta, che ha appena 3 posti, per il principe e per Holmes. Watson viene messo in guardia, circa i pericoli insiti nel caso, da Holmes, il quale gli consiglia di proseguire il viaggio in nave sino ad Algeri.
Durante il viaggio, Watson legge che l'aeroplano si è schiantato sui Pirenei e che non vi sono sopravvissuti. Fortunatamente, Holmes aveva variato all'ultimo i propri piani e si era portato anch'egli sulla nave con Nikolas. Egli suggerisce quindi a Watson di presentare Nikolas agli altri passeggeri come suo nipote. Sebbene Watson sospetti degli altri passeggeri, dalla cantante statunitense Sheila Woodbury alla fanatica ginnasta Agatha Dunham, tutto sembra scorrere tranquillo sino a Lisbona, quando due agenti segreti russi salgono a bordo col compito di rapire il principe.
Finalmente, i criminali riescono a rapire il principe durante l'attracco al porto di Algeri, il quale consente a Holmes di rivelare che il principe rapito era in realtà un sostituto e che il vero principe si era imbarcato come steward sulla nave, rimanendo in incognito per tutto il tempo.